# 嵯峨野觀光線

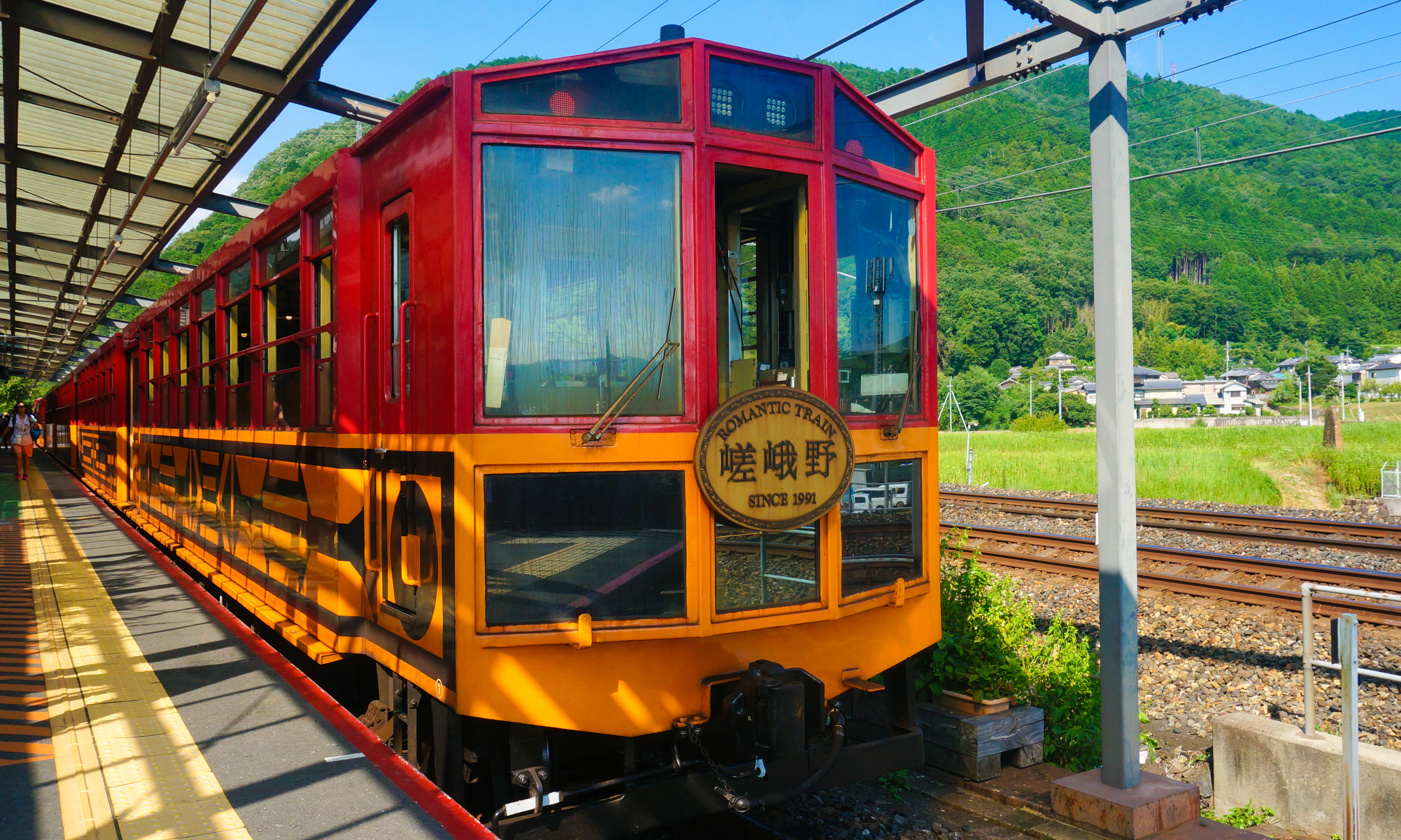
嵯峨野觀光線的觀光小火車

嵯峨野觀光線（日语：／ Sagano-kankō sen */?）是由日本的嵯峨野觀光鐵道所營運的一條觀光鐵路路線，連結京都府京都市右京区的小火車嵯峨（トロッコ嵯峨）及龜岡市的小火車龜岡（トロッコ亀岡），路線全長7.3公里。該路線使用一種在日本被稱為觀光小火車（トロッコ列車）的開放式列車，通常是以舊式的貨車或客車車廂改裝而成，可以讓遊客感覺更加接近沿線景物。
嵯峨野觀光線原為山陰本線在嵯峨嵐山至馬堀之間的舊線（又被稱為嵯峨野線），沿線大致與保津川重合，可以欣賞保津峽的風光。

## 路線資料
- 管轄（事業類別）：嵯峨野觀光鐵道（第二種鐵道事業者）、西日本旅客鐵道（第一種鐵道事業者）[1]
- 路線距離（營業距離）：7.3公里[2]
- 軌距：1067毫米[2]
- 站數：4個（包括起終點站）[3]
- 複線路段：沒有（全線單線）[2]
- 電氣化路段：沒有（全線非電氣化（日语：非電化））[2]
- 閉塞方式：Staff閉塞式[4]
- 保安装置：ATS[5]

## 車站列表
- 所有車站都位於京都府內
- 全線單線（不可進行列車交會）
- 所有列車皆為普通列車

| 中文站名     | 日文站名 | 英文站名 | 站間距離 | 營業距離 | 接續路線                                                                                                   | 所在地 | 所在地 |
| ------------ | -------- | -------- | -------- | -------- | --- | ------ | ------ |
| 小火車嵯峨   |          |          | -        | 0.0      | 西日本旅客鐵道： 山陰本線（嵯峨野線）（嵯峨嵐山站）（JR-E08） 京福電氣鐵道： 嵐山本線（嵐電嵯峨站）（A12） | 京都市 | 右京區 |
| 小火車嵐山   |          |          | 1.0      | 1.0      | | 京都市 | 右京區 |
| 小火車保津峽 |          |          | 2.4      | 3.4      | 西日本旅客鐵道： 山陰本線（嵯峨野線）（保津峽站）（JR-E09）                                                | 京都市 | 西京區 |
| 小火車龜岡   |          |          | 3.9      | 7.3      | 西日本旅客鐵道： 山陰本線（嵯峨野線）（馬堀站）（JR-E10）                                                  | 龜岡市 | 龜岡市 |

## 出典

### 書籍
- 寺田裕一. . JTBパブリッシング. 2003. ISBN 4-533-04512-X.
- 『歴史で巡る鉄道全路線 公営鉄道・私鉄』通巻4号「京福電気鉄道・叡山電鉄・嵯峨野観光鉄道・京都市交通局」（2013年3月・朝日新聞出版）
  - : 16–17.

### 雑誌記事
- 『鉄道ピクトリアル』通巻544号（1991年6月・電気車研究会）
  - 嵯峨野観光鉄道（株）運輸課長 杉野弘幸. : 68–72.

### Web資料
- . 官報. 2015-06-22.  2015年10月29日閲覧
- . 産経新聞. 2014-11-21  [2015-10-29]. （原始内容存档于2018-02-27）.
- . 嵯峨野観光鉄道.   [2019-06-26]. （原始内容存档于2021-01-22）.
- (PDF). 嵯峨野観光鉄道.   [2018-02-11]. （原始内容 (pdf)存档于2017-07-03）.
- . 嵯峨野観光鉄道.   [2018-02-26]. （原始内容存档于2021-01-22）.
- . 日本民営鉄道協会.   [2018-02-26]. （原始内容存档于2021-01-14）.
- . 京都新聞. 2019-12-25  [2019-12-31]. （原始内容存档于2019-12-25）.

## 外部連結
- （日語）嵯峨野観光鐵道 （页面存档备份，存于）